# The Voice Kids/Staffel 4
Die vierte Staffel der deutschen Gesangs-Castingshow The Voice Kids wurde vom 5. Februar 2016 bis zum 25. März 2016 im Fernsehen erstausgestrahlt. Moderiert wurde die vierte Staffel von Thore Schölermann und Chantal Janzen. Die Jury bestand aus der ESC-Siegerin Lena Meyer-Landrut, dem Popsänger Sasha und dem Singer-Songwriter Mark Forster. Der Gewinner der vierten Staffel war Lukas Janisch.

## Erste Phase: Die Blind Auditions
| Folge  | Die Coaches und ihre Kandidaten                                              | Die Coaches und ihre Kandidaten                                                      | Die Coaches und ihre Kandidaten                                                                       |
| Folge  | Lena Meyer-Landrut                                                           | Sasha                                                                                | Mark Forster                                                                                          |
| ------ | ---------------------------------------------------------------------------- | ------------------------------------------------------------------------------------ | --- |
| 01     | Yassine (12 Jahre) Emma (10 Jahre) Matteo Markus (12 Jahre) Jessy (11 Jahre) | Samira (13 Jahre) Ilan (12 Jahre) Eray (14 Jahre) Emily (14 Jahre)                   | Lukas (13 Jahre) Chiara H. (12 Jahre) Can (13 Jahre)                                                  |
| 02     | Shayene (13 Jahre) Robin (13 Jahre) Merdan (13 Jahre) Magdalina (8 Jahre)    | Theo (11 Jahre) Noël (13 Jahre) Shanice (14 Jahre) Felix (12 Jahre) Amely (13 Jahre) | Anne (14 Jahre) Lara (13 Jahre)                                                                       |
| 03     | Ridon (13 Jahre) Gabriele (13 Jahre) The Anh (14 Jahre) Matteo (11 Jahre)    | Sofia (12 Jahre) Amaro (9 Jahre) Theresa (12 Jahre)                                  | Maria (11 Jahre) Jaimy (11 Jahre) Hala (11 Jahre) Chiara E. (14 Jahre)                                |
| 04     | Leilani (10 Jahre) Melisa (14 Jahre) Claudia (12 Jahre)                      | Maxime (12 Jahre) Maximilian (14 Jahre) Jette (13 Jahre)                             | Tom (11 Jahre) Wilson (14 Jahre) Sanja (12 Jahre) Patrik (14 Jahre) Indra (13 Jahre) Sanie (11 Jahre) |
| Gesamt | 15                                                                           | 15                                                                                   | 15 |

## Zweite Phase: Die Battle Round
Jeweils drei Kandidaten eines Teams traten gegeneinander an, nur je einer von ihnen kam ins Halbfinale.
| Folge | Battle | Kandidaten | Kandidaten | Kandidaten | Kandidaten | Kandidaten    | Kandidaten    | Song                                                                 | Coach |
| ----- | ------ | ---------- | ---------- | ---------- | ---------- | ------------- | ------------- | -------------------------------------------------------------------- | ----- |
| 05    | 1      | Patrik     | Patrik     | Wilson     | Wilson     | Can           | Can           | So wie du bist von MoTrip feat. Lary                                 | Mark  |
| 05    | 2      | Emily      | Emily      | Shanice    | Shanice    | Amely         | Amely         | Runnin’ (Lose it all) von Naughty Boy feat. Beyoncé & Arrow Benjamin | Sasha |
| 05    | 3      | Shayene    | Shayene    | Melisa     | Melisa     | The Anh       | The Anh       | Skyfall von Adele                                                    | Lena  |
| 05    | 4      | Jaimy      | Jaimy      | Hala       | Hala       | Tom           | Tom           | Applaus, Applaus von Sportfreunde Stiller                            | Mark  |
| 05    | 5      | Eray       | Eray       | Amaro      | Amaro      | Theo          | Theo          | Blame It on the Boogie von The Jackson Five                          | Sasha |
| 05    | 6      | Chiara H.  | Chiara H.  | Lukas      | Lukas      | Sanja         | Sanja         | Broken Strings von James Morrison und Nelly Furtado                  | Mark  |
| 05    | 7      | Matteo     | Matteo     | Claudia    | Claudia    | Matteo Markus | Matteo Markus | The Prayer von Andrea Bocelli und Celine Dion                        | Lena  |
| 06    | 8      | Sanie      | Sanie      | Anne       | Anne       | Maria         | Maria         | Focus von Ariana Grande                                              | Mark  |
| 06    | 9      | Felix      | Felix      | Ilan       | Ilan       | Maxime        | Maxime        | Auf uns von Andreas Bourani                                          | Sasha |
| 06    | 10     | Emma       | Emma       | Leilani    | Leilani    | Magdalina     | Magdalina     | Bye Bye von Cro                                                      | Lena  |
| 06    | 11     | Lara       | Lara       | Chiara E.  | Chiara E.  | Indra         | Indra         | Give me Love von Ed Sheeran                                          | Mark  |
| 06    | 12     | Gabriele   | Gabriele   | Jessy      | Jessy      | Yassine       | Yassine       | See You Again von Wiz Khalifa feat. Charlie Puth                     | Lena  |
| 06    | 13     | Theresa    | Theresa    | Sofia      | Sofia      | Maximilian    | Maximilian    | Let it all go von Birdy                                              | Sasha |
| 06    | 14     | Ridon      | Ridon      | Robin      | Robin      | Merdan        | Merdan        | Love yourself von Justin Bieber                                      | Lena  |
| 06    | 15     | Samira     | Samira     | Noel       | Noel       | Jette         | Jette         | Hello von Adele                                                      | Sasha |

## Dritte Phase: Halbfinale
Die verbliebenen fünf Kandidaten eines Teams, die die Battles gewonnen hatten, traten gegeneinander an, je zwei von ihnen kamen ins Finale. Dabei sangen sie teamweise sowohl einen Solotitel als auch gemeinsam mit einem prominenten Gastkünstler. Das Team Lena trat mit Andreas Gabalier, das Team Sasha mit Jamie-Lee Kriewitz und das Team Mark mit Silbermond auf.
| Episode | Coach | Kandidat 1 | Kandidat 2    | Kandidat 3 | Kandidat 4 | Kandidat 5 | Gastact            | Song                            |
| ------- | ----- | ---------- | ------------- | ---------- | ---------- | ---------- | ------------------ | ------------------------------- |
| 07      | Lena  | Magdalina  | Matteo Markus | Melisa     | Ridon      | Yassine    | Andreas Gabalier   | Probier’s mal mit Gemütlichkeit |
| 07      | Sasha | Felix      | Noël          | Shanice    | Sofia      | Theo       | Jamie-Lee Kriewitz | Ghost                           |
| 07      | Mark  | Anne       | Hala          | Lara       | Lukas      | Patrik     | Silbermond         | Intro (Die Mutigen)             |

| Episode | Coach | Kandidat 1                                 | Kandidat 2                | Kandidat 3        | Kandidat 4        | Kandidat 5                   |
| ------- | ----- | ------------------------------------------ | ------------------------- | ----------------- | ----------------- | ---------------------------- |
| 07      | Lena  | Matteo Markus Breathe Easy / A chi mi dice | Yassine Read All About It | Magdalina Wolke 4 | Ridon Titanium    | Melisa Run the World (Girls) |
| 07      | Sasha | Shanice Diamonds                           | Felix Durch den Monsun    | Theo Treasure     | Sofia Creep       | Noël You Know My Name        |
| 07      | Mark  | Anne Really Don’t Care                     | Lara Skinny Love          | Patrik Astronaut  | Hala Paper Hearts | Lukas 7 Years                |

## Vierte Phase: Finale
Das Finale fand am 25. März 2016 statt. Wie im Vorjahr wurde die Show vorher aufgezeichnet und zeitversetzt ausgestrahlt, weil der Jugendschutz Bühnenauftritte der minderjährigen Teilnehmer zu später Stunde nicht gestattet. Die Siegerverkündung wurde live übertragen. Die verbleibenden sechs Finalisten hatten je einen Soloauftritt und einen Auftritt mit ihrem Teampartner und Coach. Danach musste sich jeder Coach für eines seiner Talente entscheiden, das er mit in die letzte Phase nahm. Zunächst trugen die Finalteilnehmer mit der Sängerin Birdy den Titel Keeping Your Head Up vor. Anschließend wurden teamweise nacheinander die Soloauftritte und Teamauftritte vorgetragen. Team Sasha sang Love Never Felt So Good von Michael Jackson, von Team Mark gab es Keinen Zentimeter von Clueso zu hören und Team Lena trat mit dem Robin-Schulz-Song Show Me Love auf. Alle Kandidaten hatten zusätzlich noch einen Soloauftritt. Danach mussten sich die Coaches entscheiden, mit welchem ihrer beiden Kandidaten sie in die sogenannte „Voting-Runde“ gingen.
| Episode | Startnr. | Coach | Name          | Songs                                 |
| ------- | -------- | ----- | ------------- | ------------------------------------- |
| 08      | 1        | Sasha | Noël          | Love Runs Out von OneRepublic         |
| 08      | 2        | Sasha | Shanice       | Sorry von Justin Bieber               |
| 08      | 3        | Mark  | Lara          | Blank Space von Taylor Swift          |
| 08      | 4        | Mark  | Lukas         | If I Ain’t Got You von Alicia Keys    |
| 08      | 5        | Lena  | Matteo Markus | Caruso von Lucio Dalla                |
| 08      | 6        | Lena  | Ridon         | Man in the Mirror von Michael Jackson |

## Fünfte Phase: Voting-Runde
Diese drei, Shanice, Lukas und Ridon sangen dann jeweils noch einen weiteren Song. Währenddessen stimmten die Zuschauer live per Telefon ab. Gewinner der Show wurde Lukas.
| Episode | Platz | Coach | Name    | Songs                                 |
| ------- | ----- | ----- | ------- | ------------------------------------- |
| 08      | 1     | Mark  | Lukas   | When We Were Young von Adele          |
| 08      | 2     | Sasha | Shanice | Impossible von Shontelle              |
| 08      | 2     | Lena  | Ridon   | Und wenn ein Lied von Söhne Mannheims |

## Einschaltquoten
| Nr. (Staffel) | Nr. (gesamt) | Sendung         | Datum             | Zuschauer | Zuschauer       | Marktanteil | Marktanteil     |
| Nr. (Staffel) | Nr. (gesamt) | Sendung         | Datum             | Gesamt    | 14 bis 49 Jahre | Gesamt      | 14 bis 49 Jahre |
| ------------- | ------------ | --------------- | ----------------- | --------- | --------------- | ----------- | --------------- |
| 01            | 23           | Blind Auditions | Fr, 5. Feb. 2016  | 2,92 Mio. | 1,55 Mio.       | 9,0 %       | 14,3 %          |
| 02            | 24           | Blind Auditions | Fr, 12. Feb. 2016 | 3,12 Mio. | 1,55 Mio.       | 9,8 %       | 13,9 %          |
| 03            | 25           | Blind Auditions | Fr, 19. Feb. 2016 | 2,94 Mio. | 1,31 Mio.       | 9,4 %       | 12,1 %          |
| 04            | 26           | Blind Auditions | Fr, 26. Feb. 2016 | 2,95 Mio. | 1,46 Mio.       | 9,6 %       | 14,1 %          |
| 05            | 27           | Battles         | Fr, 4. März 2016  | 2,81 Mio. | 1,32 Mio.       | 9,2 %       | 13,2 %          |
| 06            | 28           | Battles         | Fr, 11. März 2016 | 2,41 Mio. | 1,21 Mio.       | 7,7 %       | 11,4 %          |
| 07            | 29           | Halbfinale      | Fr, 18. März 2016 | 2,35 Mio. | 1,12 Mio.       | 7,8 %       | 11,1 %          |
| 08            | 30           | Finale          | Fr, 25. März 2016 | 2,41 Mio. | 1,07 Mio.       | 7,4 %       | 9,1 %           |